# Liste des sites classés et inscrits de la Marne

Le département de la Marne en rouge sur la carte

La liste des sites classés de la Marne présente les sites naturels classés du département de la Marne.

## Liste
Les critères sur lesquels les sites ont été sélectionnés sont désignés par des lettres, comme suit :
- TC : Tout critère
- A : Artistique
- P : Pittoresque
- S : Scientifique
- H : Historique
- L : Légendaire

| Commune                                                                                | Site | Description     | Date du classement | Arrêté (A) / Décret (D) | Critère de classement | Géolocalisation             | Superficie(ha) | Autres labels                                                     | Illustration |
| -------------------------------------------------------------------------------------- | --- | --------------- | ------------------ | ----------------------- | --------------------- | --------------------------- | -------------- | ----------------------------------------------------------------- | ------------ |
| Aÿ-Champagne, Champillon, Cumières, Damery, Dizy, Hautvillers, Mutigny et Saint-Imoges | Coteaux historiques du Champagne, |                 | 2 juin 2016        | D                       | H P                   | 49° 04′ 30″ N, 3° 57′ 00″ E | 2 448          | Patrimoine mondial (2015, Coteaux, maisons et caves de Champagne) |              |
| Ambrières                                                                              | Les deux marronniers situés à l'entrée du cimetière d'Ambrières |                 | 23 avril 1934      | A                       | TC                    | 48° 38′ 05″ N, 4° 50′ 20″ E |                |                                                                   |              |
| Brugny-Vaudancourt                                                                     | Le château et le parc de Brugny à Brugny-Vaudancourt sis sur les parcelles 214 à 2156 section A |                 | 26 août 1943       | A                       | TC                    | 48° 59′ 39″ N, 3° 53′ 18″ E | 19,44          |                                                                   |              |
| Châlons-en-Champagne                                                                   | L'ensemble constitué sur la commune de Châlons-en-Champagne par le bastion d'Aumale, les quinconces Saint-Jean, le pavillon de l'ancienne porte Saint-Jean, l'ancien cimetière et l'église Saint-Jean                       |                 | 13 janvier 1938    | A                       | TC                    | 48° 57′ 05″ N, 4° 22′ 32″ E | 2              |                                                                   |              |
| Châlons-en-Champagne                                                                   | L'ensemble constitué sur le territoire de la commune de Châlons-en-Champagne par le Jard, le cours d'Ormesson et le Jardin Anglais                                                                                          |                 | 27 septembre 1929  | A                       | A                     | 48° 57′ 07″ N, 4° 21′ 34″ E | 14             |                                                                   |              |
| Châlons-en-Champagne                                                                   | Promenade du Jard, cours d'Ormesson, jardin anglais, île du Jard et chemin de l'écluse avec les rangées d'arbres qui le bordent                                                                                             |                 | 20 novembre 1931   |                         |                       | 48° 57′ 10″ N, 4° 21′ 25″ E | 2,1            |                                                                   |              |
| Châlons-en-Champagne Saint-Martin-sur-le-Pré                                           | L'allée de platanes située sur la rive gauche de la prise d'eau, ente le pont Jacquesson, sur les communes de Châlons-en-Champagne et Saint-Martin-sur-le-Pré                                                               |                 | 30 novembre 1938   | A                       | TC                    | 48° 57′ 59″ N, 4° 20′ 40″ E | 1,8            |                                                                   |              |
| Champigny Thillois                                                                     | Mont Saint-Pierre (observatoire de Napoléon Ier en 1814), parcelles 223 et 224, section B du cadastre |                 | 20 octobre 1931    | A                       |                       | 49° 15′ 59″ N, 3° 58′ 22″ E | 0,74           |                                                                   |              |
| Charmont                                                                               | L'arbre de la Liberté planté en 1848 à Charmont |                 | 4 décembre 1931    | A                       | TC                    | 48° 52′ 17″ N, 4° 52′ 16″ E |                |                                                                   |              |
| Chigny-les-Roses                                                                       | Le marronnier situé sur la place Publique de Chigny-les-Roses | Abattu en 1997. | 30 juillet 1937    | A                       | TC                    |                             |                |                                                                   |              |
| Cuis                                                                                   | Les falaises des Roualles, situées sur le territoire de la commune de Cuis |                 | 24 décembre 1931   | A                       | TC                    | 48° 59′ 14″ N, 3° 57′ 24″ E | 1              |                                                                   |              |
| Damery                                                                                 | L'allée de platanes bordant le chemin de grande communication n° 22, entre le pont de la Marne et le passage à niveau de la gare de Damery, commune de Damery                                                               |                 | 29 mai 1933        | A                       | TC                    | 49° 04′ 11″ N, 3° 52′ 41″ E | 3,5            |                                                                   |              |
| Épernay                                                                                | Le sommet du Mont Bernon, à Épernay |                 | 20 juin 1934       | A                       | TC                    | 49° 01′ 54″ N, 3° 58′ 11″ E | 1,6            |                                                                   |              |
| Les Essarts-lès-Sézanne                                                                | Le gros orme situé sur le territoire de la commune des Essarts-lès-Sézanne en bordure et à l'ouest du chemin vicinal de Mœurs-aux-Essarts                                                                                   |                 | 4 décembre 1935    | A                       | TC                    | 48° 44′ 54″ N, 3° 39′ 02″ E |                |                                                                   |              |
| Fère-Champenoise                                                                       | L'arbre de la Liberté situé place Georges-Clemenceau, à Fère-Champenoise |                 | 6 décembre 1934    | A                       | TC                    |                             |                |                                                                   |              |
| Florent-en-Argonne                                                                     | Les quatre gros tilleuls ornant le porche de l'église de Florent-en-Argonne |                 | 8 octobre 1931     | A                       | TC                    | 49° 08′ 04″ N, 4° 57′ 14″ E |                |                                                                   |              |
| Haussignémont                                                                          | Le marronnier situé sur la place Publique d'Haussignémont |                 | 9 mars 1936        | A                       | TC                    | 48° 43′ 05″ N, 4° 45′ 07″ E |                |                                                                   |              |
| Maurupt-le-Montois                                                                     | L'ancien cimetière de Maurupt (Maurupt-le-Montois) |                 | 9 avril 1925       | A                       | A                     | 48° 44′ 52″ N, 4° 50′ 37″ E | 0,2            |                                                                   |              |
| Mondement-Montgivroux                                                                  | Le site du château de Mondement constitué par les parcelles 837 - 838 - 840 - 841 et 1229 sur la commune de Mondement (Mondement - Montgivroux)                                                                             |                 | 4 juin 1934        | A                       | TC                    | 48° 47′ 08″ N, 3° 46′ 37″ E | 3,8            |                                                                   |              |
| Montmirail                                                                             | L'ensemble formé sur la commune de Montmirail par les avenues de Montmirail - sols et plantations - sises sur la parcelle 27 section C et appartenant au duc de La Rochefoucauld                                            |                 | 15 février 1943    | A                       | TC                    |                             | 0,3            |                                                                   |              |
| Montmirail                                                                             | Les remparts de Montmirail et leurs abords |                 | 28 septembre 1948  | A                       | TC                    | 48° 52′ 18″ N, 3° 32′ 17″ E | 1              |                                                                   |              |
| Moslins                                                                                | L'orme centenaire situé sur la place Publique de Moslins | Abattu depuis.  | 15 février 1933    | A                       | TC                    | 48° 58′ 14″ N, 3° 55′ 41″ E |                |                                                                   |              |
| Noirlieu                                                                               | Le marronnier situé à l'entrée du cimetière de Noirlieu |                 | 28 juillet 1938    | A                       | TC                    | 48° 56′ 40″ N, 4° 48′ 42″ E |                |                                                                   |              |
| Possesse                                                                               | Le chêne des Hospices, situé dans la forêt de Montiers, commune de Possesse |                 | 8 août 1931        | A                       | TC                    |                             |                |                                                                   |              |
| Reims                                                                                  | La butte Saint-Nicaise, à Reims, comprenant le rempart Saint-Nicaise et les lieux dits Cour Saint-Nicaise et Les Glacis derrière Saint-Nicaise                                                                              |                 | 28 février 1935    | A                       | TC                    | 49° 15′ 29″ N, 4° 01′ 54″ E | 3,15           |                                                                   |              |
| Reims                                                                                  | Les crayères annexes aux Caves à champagne Ruinart Père et fils situées sur le territoire de la commune de Reims |                 | 1er septembre 1931 | A                       | TC                    |                             | 1,2            |                                                                   |              |
| Reims                                                                                  | La place du Parvis de la cathédrale sur la commune de Reims, ou place du Cardinal-Luçon |                 | 16 mars 1934       | A                       | TC                    | 49° 15′ 12″ N, 4° 01′ 58″ E | 0,2            |                                                                   |              |
| Reims                                                                                  | L'ensemble formé sur la commune de Reims par les Promenades de Reims, depuis le monument aux Morts jusqu'au cirque |                 | 3 juin 1932        | A                       | TC                    | 49° 15′ 29″ N, 4° 01′ 32″ E | 8,9            |                                                                   |              |
| Saint-Thierry                                                                          | La place dite du château à Saint-Thierry |                 | 30 novembre 1953   | A                       | TC                    | 49° 18′ 17″ N, 3° 57′ 56″ E | 0,06           |                                                                   |              |
| Saint-Thierry                                                                          | L'ensemble formé sur la commune de Saint-Thierry par le village de Saint-Thierry |                 | 7 août 1980        | A                       | P                     | 49° 18′ 17″ N, 3° 57′ 53″ E | 37             |                                                                   |              |
| Sézanne                                                                                | Les mails de Sézanne : mail des Acacias, du Mont-Blanc, de Provence, de Marseille, des Religieuses, des Cordeliers |                 | 13 avril 1943      | A                       | TC                    | 48° 43′ 22″ N, 3° 43′ 17″ E | 1              |                                                                   |              |
| Valmy                                                                                  | L'ensemble formé sur la commune de Valmy par le moulin de Valmy et ses abords comprenant un terrain de forme carrée de 200 mètres de côté ayant pour centre le Moulin et dont les côtés sont orientés Nord-sud et Est-ouest |                 | 3 septembre 1957   | A                       | P                     | 49° 04′ 47″ N, 4° 46′ 03″ E | 4              |                                                                   |              |
| Vertus                                                                                 | L'ancienne porte de ville dite Porte Baudet sise près de l'église de Vertus |                 | 15 septembre 1931  | A                       | TC                    | 48° 54′ 27″ N, 4° 00′ 06″ E |                |                                                                   |              |
| Vertus                                                                                 | L'ensemble formé sur la commune de Vertus par la pièce d'eau dite Puits Saint-Martin, le lavoir et la place du Donjon |                 | 30 décembre 1958   | D                       | P                     | 48° 54′ 24″ N, 4° 00′ 07″ E | 1              |                                                                   |              |
| Verzy                                                                                  | L'ensemble formé dans la forêt domaniale de Verzy par la région des faux de Verzy |                 | 20 février 1932    | A                       | TC                    | 49° 08′ 07″ N, 4° 09′ 49″ E | 13,5           |                                                                   |              |
| Vouillers                                                                              | Le marronnier situé sur la place de l'église de Vouillers |                 | 27 mai 1936        | A                       | TC                    |                             |                |                                                                   |              |